# .su
su. هو نطاق إنترنت من صِنف مستوى النطاقات العُليا في ترميز الدول والمناطق، للمواقع التي تنتمي إلى الاتحاد السوفيتى السابق، ورغم انهيار الاتحاد السوفييتي إلا أن هذا الامتداد ما زال مستخدماً.